# Заборский, Георгий Владимирович
Георгий Владимирович Заборский (бел. Георгій Уладзіміравіч Заборскі; 29 октября [11 ноября] 1909, Минск — 27 марта 1999, Минск) — советский, белорусский архитектор, педагог. Народный архитектор СССР (1981). Академик Российской академии архитектуры и строительных наук (1995). Лауреат Государственной премии СССР (1971).

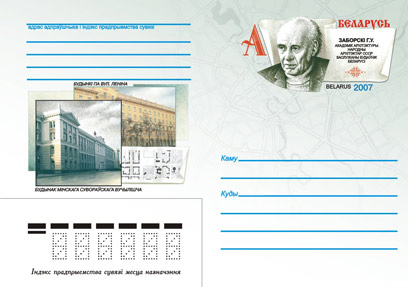
Конверт 2007 года из серии «Выдающиеся зодчие Беларуси». Заборский Г. В. Художник — Николай Рыжий.

## Биография
Георгий Заборский родился 29 октября (11 ноября) 1909 года в Минске (ныне в Республике Беларусь), в семье Владимира Георгиевича Заборского, бухгалтера Московско-Брестской железной дороги, и Елены Ивановны Заборской (Зеглинг).
После окончания школы стал рабочим на стадионе. В 1929 году поступил в Минский архитектурно-дорожно-строительный техникум (современное название — Минский архитектурно-строительный техникум). Первую практику проходил на строительной площадке здания Дома правительства. Здесь же он познакомился с И. Г. Лангбардом. Окончив учёбу, в 1933 году был направлен в Ленинградский институт живописи, скульптуры и архитектуры (ныне Санкт-Петербургская академия художеств имени Ильи Репина). Его преподавателями были С. С. Серафимов, А. Е. Белогруд, И. Г. Лангбард, О. Р. Мунц, А. С. Никольский и др.
После окончания института в 1939 году попал в Москву в группу М. И. Мержанова, но работал там два месяца и быстро вернулся в Минск. Здесь он был назначен руководителем научной экспедиции по изучению памятников архитектуры и искусства Гомельской и Полесской областей.
В том же году участвовал в республиканском конкурсе на лучший проект памятника для города Белостока в честь воссоединения Западной Беларуси. Его проект был признан лучшим, но строительству помешала Великая Отечественная война.
Уже в первые дни войны пошёл на фронт добровольцем, но в боях под Смоленском был тяжело ранен и оказался в госпитале уральского городка Троицка, где выполнил ряд проектов-эскизов памятников, посвященных героической победе советского народа в Великой Отечественной войне, которые стали основой будущего памятника-монумента Победы в Минске.
После войны вернулся в Белоруссию и активно участвовал в работе по возрождению разрушенных городов и сёл. С 1945 по 1964 год руководил архитектурно-конструкторскими мастерскими проектных институтов Белгоспроект и Минскпроект. С 1952 по 1964 совмещал работу с преподаванием на архитектурном отделении Белорусского политехнического института (ныне Белорусский национальный технический университет). Принимал активное участие в разработке проектов планировки и застройки Минска, Полоцка, Орши, а также в проектировании площадей Минска: Центральной (с 1984 года называется Октябрьской площадью), Круглой (с 1958 года называется площадь Победы). В 1948—1949 годах совместно со Львом Мацкевичем предложил проекты перепланировки площади Ленина, но в итоге был выбран другой проект, разработанный В. Аникиным.
В 1950 году занимался проектированием жилых домов № 1-5, 2-8 по улице Ленина в Минске (построены в 1954 году). В 1950—1953 годах им были созданы Суворовское училище, в 1953 году — здание ЦК ЛКСМБ. В 1952 году по его проекту был открыт памятник В. Сталину. В 1951—1959 и 1979—1983 гг. построены корпуса Минского пединститута им. Горького (современное название — Белорусский государственный педагогический университет имени Максима Танка). В 1954 году по проекту авторского коллектива, в который входил Г. Заборский, был построен памятник-монумент на площади Победы а Минске. По проекту М. П. Парусникова и Г. В. Заборского построены жилые дома по адресу просп. Независимости, д. 22 и д. 23 (1954).
В 1952 году спроектировал дом для семьи Я. Коласа. После смерти поэта архитектор принимал участие в создании памятника на его могиле, а через некоторое время и памятника на площади Я. Коласа в Минске. В 1957 году построено здание аэропорта Минск-1 по проекту Г. В. Заборского.
Совместно с Л. Левиным спроектировал кинотеатр «Пионер» в Минске (открыт в 1966 году), совместно с Г. Бенедиктовым — здание музея Великой Отечественной войны в Минске (построено в 1964 году). В это же время проектировал мемориальный комплекс «Зислов» (около д. Старосек), открытие которого состоялось в 1969 году.
В марте 1964 года по личному желанию перешёл в проектный институт Белгипросельстрой. С 1966 по 1979 год был руководителем мастерской «Белгипросельстроя», а с 1970 — главным архитектором этого института. Он сделал большой творческий вклад в дело создания современного облика белорусского села. Основными проектами этого времени стали общественный центр пос. Мышковичи Кировского района, застройка колхоза «Красная Смена» Любанского района, застройка пос. Вертелишки — центра колхоза «Прогресс» Гродненского района, за которую он получил Государственную премию СССР в 1971 году.
Практическую творческую деятельность закончил в начале 1990-х гг. Одной из последних его работ стал проект памятника жертвам массовых репрессий в Куропатах под Минском.
Иностранный член Российской академии архитектуры и строительных наук, академик Белорусской академии архитектуры. Член Союза архитекторов СССР с 1941 года.
Умер 27 марта 1999 года. Похоронен на Восточном кладбище. Супруга Екатерина Ивановна. На могиле Г. В. Заборского установлен памятник (архитектор и скульптор В. П. Занкович, архитектор Л. В. Москалевич).

## Награды и звания
- Заслуженный строитель Белорусской ССР (1961)
- Народный архитектор СССР (1981)
- Государственная премия СССР (1971)
- Премия Совета Министров СССР (1982)
- Орден Дружбы народов (1979)
- Орден Отечественной войны I степени
- Медаль Франциска Скорины (1994)
- Медали.

## Память
- На улице Ленина в Минске установлена мемориальная доска (автор И. Я. Миско)[22].
- Имя архитектора носит одна из улиц в Минске, соединяющая улицу Богдановича со Старовиленской[23].
- В 2018 году в свет вышла книга "Имя на площади Победы", посвященная народному архитектору СССР Георгию Заборскому[24].